# Gennaro Moreno
Gennaro Moreno (Gaeta, 1838 – Bologna, 1901) è stato un generale italiano.
Nel 1860 passò dall'esercito borbonico di Ferdinando di Borbone a quello sabaudo di Vittorio Emanuele II. Partecipò con onore alla sconfitta italiana nella battaglia di Custoza (1866) e fu docente a Modena e Torino, oltre che abile scrittore.